# Campanula aghrica
Campanula aghrica är en klockväxtart som beskrevs av Kit Tan och Sorger. Campanula aghrica ingår i släktet blåklockor, och familjen klockväxter.
Artens utbredningsområde är Turkiet. Inga underarter finns listade i Catalogue of Life.